# Spinola Palace w Valletcie
Spinola Palace (malt. Palazz ta' Spinola; wł. Palazzo Spinola), znany też jako Spinola House – pałac w Valletcie na Malcie. W XVII i XVIII wieku należał do rodziny Spinola. Około 30% budynku zostało zburzone w XX wieku, pozostałe dwa skrzydła są używane jako główna siedziba Lombard Banku.

## Historia
Pałac oryginalnie należał do Fra Giovanniego de Villaroel, Balì Noveville. W roku 1660 został przekazany Fra Paolo Raffaele Spinoli, Balì Lombardii, który później zbudował też inny Spinola Palace w St. Julian’s. W latach 1720. włoski artysta Niccolò Nasoni wykonał freski na pałacowym suficie. Pałac pozostawał w rękach rodziny Spinola do roku 1780. W XVIII wieku architekt Romano Carapecchia nadał surowej fasadzie nowy barokowy wygląd.

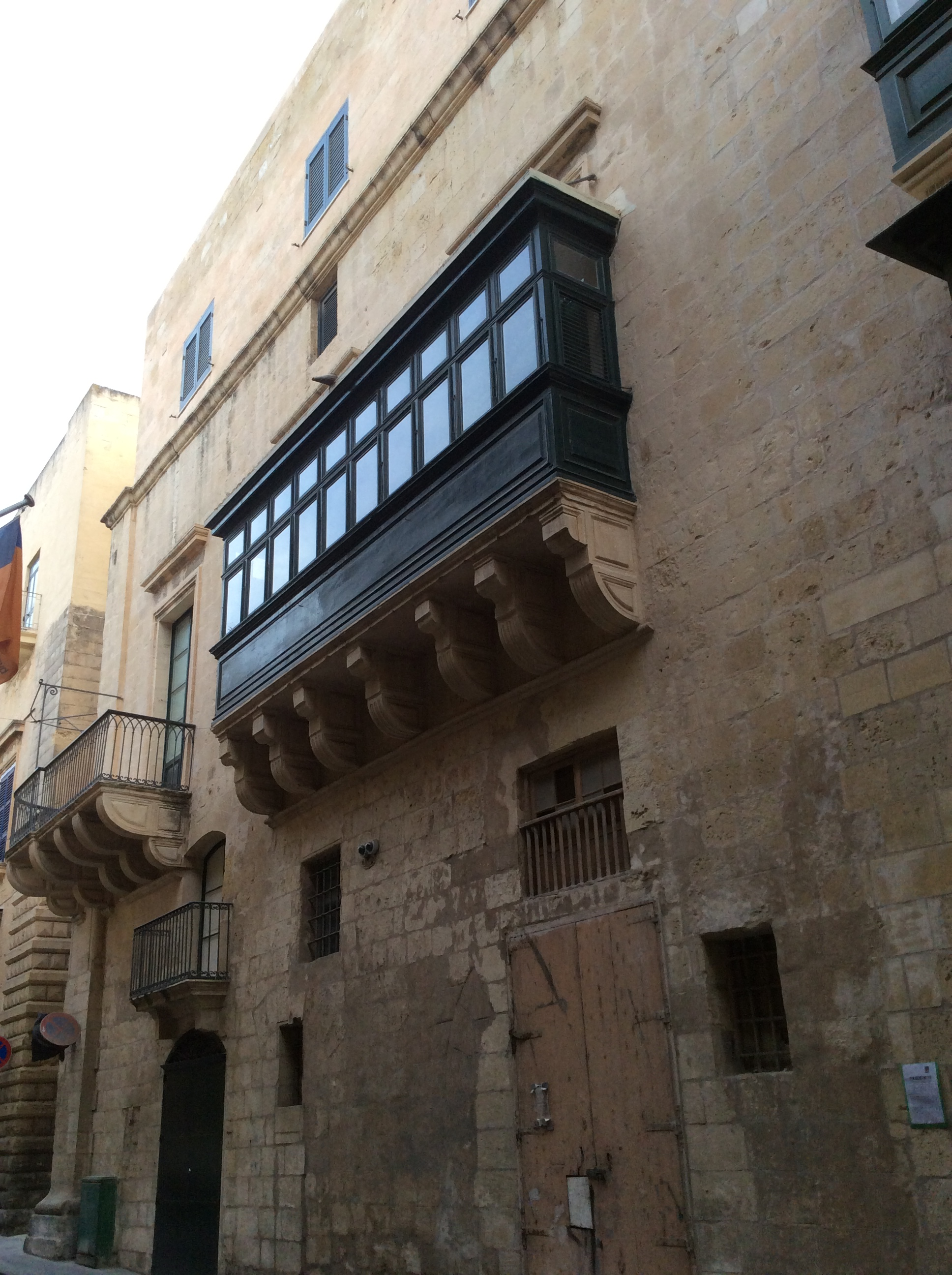
Narożne skrzydło pałacu od strony St. Frederick Street (widok od St. Christopher Street)

W roku 1922 pałac został podzielony na trzy części. Skrzydło od strony St. Christopher Street (róg Republic Street) zostało zburzone, robiąc miejsce blokowi z apartamentami, gdy dwa pozostałe skrzydła były używane jako prywatne domy oraz biura. W latach 1970. Lombard Bank wykupił część od strony Republic Street i przekształcił je w swoją główną siedzibę. Skrzydło od strony St. Frederick Street (róg St. Christopher Street) Lombard Bank wykupił w latach 2000. Zostało ono odremontowane i odnowione.

## Do poczytania
- Paul Camilleri & Associates (2010), "Completed", Palazzo Spinola, pp. 8-11.
- Menqa-morphosis. [w:] Malta Independent [on-line]. 2005-07-10. (ang.).
- Focus Shifts to 2017, 2018. [w:] Malta Independent [on-line]. 2010-11-07. (ang.).
- Victor F. Denaro: Still more houses in Valletta – Frederick Street. s. 52. (ang.).
- Mysteries Of the Maltese ‘gallarija’ (2). [w:] Malta Independent [on-line]. 2008-04-11. (ang.).